# Konie (województwo zachodniopomorskie)
Konie – kolonia w Polsce położona w województwie zachodniopomorskim, w powiecie łobeskim, w gminie Radowo Małe.
Około 0,5 km na północ od miejscowości znajduje się Jezioro Konie.
W latach 1946–1998 miejscowość administracyjnie należała do województwa szczecińskiego.